# Enhypen
Gli Enhypen (in lingua coreana: 엔하이픈?, EnhaipeunLR; in lingua giapponese: エンハイプン (Enhaipun?)) sono una boy band sudcoreana fondata nel 2020 dall'etichetta discografica Belift Lab, parte del gruppo della CJ ENM e della Hybe Corporation.

## Storia

### Attività pre-debutto e formazione tramiteI-Land
Articolo principale: I-Land
Nel marzo 2019, Belift Lab è stata co-fondata dalle agenzie di intrattenimento sudcoreane CJ E&M e Hybe Corporation, con l'intenzione di creare una nuova band nel 2020. Le audizioni sono iniziate lo stesso mese a Seul, negli Stati Uniti, a Taiwan e in Giappone, tra le altre località, alla ricerca di tirocinanti maschi nati tra il 1997 e il 2008.
L'8 maggio 2020, il canale televisivo Mnet ha annunciato la serie di gare di sopravvivenza I-Land come parte della joint venture tra le due società di intrattenimento che "segue il processo di nascita degli artisti K-pop di prossima generazione".  Gli Enhypen si sono formati attraverso lo spettacolo, che presentava 23 tirocinanti maschi, alcuni dei quali erano stati originariamente provinati per Belift, mentre altri si erano trasferiti dalla Big Hit Music . Lo spettacolo è andato in onda settimanalmente su Mnet dal 26 giugno al 18 settembre 2020 e a livello internazionale sul canale YouTube di Hybe Labels .  La serie è stata divisa in due parti, con i primi 12 concorrenti della prima parte che avanzavano alla seconda.  Nell'ultimo episodio dello spettacolo, sette membri sono stati selezionati tra i nove concorrenti finali, con sei scelti dalle classifiche globali e uno dalla scelta dei produttori.  La formazione finale di Heeseung, Jay, Jake, Sunghoon , Sunoo, Jungwon e Ni-Ki è stata annunciata durante la trasmissione televisiva in diretta della finale il 18 settembre 2020.

### 2020–2021: Debutto, serieBordereDimension: Dilemma
Il 22 ottobre 2020, un trailer intitolato "Choose-Chosen" è stato pubblicato sul canale YouTube degli Enhypen, annunciando il debutto del gruppo a novembre 2020.  Un secondo trailer intitolato "Dusk-Dawn" è stato rilasciato tre giorni dopo, seguito da un paio di mood board concettuali il 27 ottobre.  Il 28 ottobre, Belift ha annunciato che gli Enhypen avrebbero pubblicato il loro primo EP Border: Day One il 30 novembre.  Prima del loro debutto, il gruppo ha accumulato oltre un milione di follower sulle piattaforme di social media TikTok, Twitter, YouTube, Instagram e V Live .
Il 4 novembre, Border: Day One è stato annunciato aver accumulato oltre 150.000 preordini in due giorni, superando le 300.000 copie entro il 21 novembre.  L'EP e il singolo principale "Given-Taken" sono stati pubblicati il 30 novembre, accompagnati da uno showcase dal vivo.
Il 4 dicembre, gli Enhypen hanno ufficialmente fatto il loro debutto dal vivo su KBS ' Music Bank , eseguendo "Given-Taken". Border: Day One si è classificato al numero 39 nella classifica giapponese Oricon 2020 Yearly Album Chart  e al numero due nella classifica sudcoreana Gaon Album Chart , avendo venduto 318.528 copie in un giorno a livello nazionale e diventando l'album più venduto di un gruppo K-pop che ha debuttato nel 2020.  Entro due settimane dal loro debutto, la band ha vinto il Next Leader Award ai Fact Music Awards 2020.  Nel febbraio 2021, Border: Day One ha ricevuto una certificazione di platino dalla Korea Music Content Association (KMCA), la prima certificazione del gruppo nel paese.  Il 25 marzo 2021, Belift ha annunciato che gli Enhypen sarebbero tornati alla fine di aprile.
Il loro secondo EP, Border: Carnival , è stato annunciato in un trailer intitolato "Intro: The Invitation" pubblicato il 5 aprile.  L'EP è stato pubblicato insieme al singolo principale " Drunk-Dazed ".  L'8 aprile, è stato annunciato che i preordini dell'EP avevano superato le 370.000 copie in tre giorni.  Il giorno prima dell'uscita, i preordini avevano superato le 450.000 copie.  Il 4 maggio, gli Enhypen hanno ricevuto la loro prima vittoria in uno show musicale su The Show di SBS MTV con "Drunk-Dazed",  seguito dalle vittorie su Show Champion e Music Bank.  Border: Carnival ha debuttato al numero uno nella Oricon Albums Chart , il primo album del gruppo a raggiungere la vetta della classifica in Giappone, con oltre 83.000 copie vendute.  Il 25 maggio, Border: Carnival ha debuttato al numero 18 nella classifica Billboard 200 degli Stati Uniti .  Ha anche debuttato ai numeri nove, quattro, quattro e sei nelle classifiche Billboard World Albums , Top Album Sales , Top Current Album Sales e Tastemaker Albums, rispettivamente. Inoltre, gli Enhypen hanno fatto la loro prima apparizione, al numero 18, nella classifica Billboard Artist 100 ; "Drunk-Dazed" è entrato al numero tre nella classifica Billboard World Digital Song Sales .
Il 6 luglio, gli Enhypen fecero il loro debutto in Giappone con il singolo Border: Hakanai (儚い) . La tracklist includeva "Forget Me Not", che servì come sigla di apertura per l'anime Re-Main,  e le versioni giapponesi di "Given-Taken" e "Let Me In (20 Cube)".
Il 29 luglio, Enhypen ha collaborato con la serie televisiva animata Tayo the Little Bus per rifare la sigla "Hey Tayo"  e ha pubblicato una nuova canzone intitolata "Billy Poco".
Il 25 agosto, Belift ha confermato che gli Enhypen avrebbero pubblicato nuova musica alla fine di settembre.  Il 2 settembre, tuttavia, i piani sono stati rimandati quando Heeseung, Jay, Jake, Sunghoon e Jungwon sono risultati positivi al COVID-19;  il 5 settembre, anche Ni-Ki è risultato positivo.  Il 16 settembre, Belift ha annunciato che i membri erano guariti e che il loro primo album in studio, Dimension: Dilemma , sarebbe uscito il 12 ottobre,  con un trailer intitolato "Intro: Whiteout" pubblicato il 17 settembre.  Il 23 settembre, è stato annunciato che i preordini dell'album avevano superato le 600.000 copie in sei giorni.  Entro il 7 ottobre, i preordini avevano superato le 910.000 copie.  Dopo l'uscita di Dimension: Dilemma il 12 ottobre, l'album si è classificato al primo posto nella Oricon Album Chart in Giappone e nella Gaon Album Chart in Corea.  Il 19 ottobre, gli Enhypen hanno ricevuto la loro quarta vittoria in uno show musicale su The Show di SBS MTV con "Tamed-Dashed",  seguito dalle vittorie su Show Champion e Music Bank.  Il 25 ottobre, Dimension: Dilemma ha debuttato al numero 11 nella Billboard 200, superando il loro picco precedente con Border: Carnival .  Inoltre, gli Enhypen sono entrati anche nella Billboard Artist 100 al numero 12.  A novembre 2021, Dimension: Dilemma ha venduto oltre 1,1 milioni di copie nelle classifiche Gaon,  diventando il primo album del gruppo a vendere un milione, ed è stato certificato come tale da KMCA a dicembre.  Il 9 dicembre, Belift ha confermato che Enhypen avrebbe rilasciato Dimension: Answer , una versione riconfezionata di Dimension: Dilemma , il 10 gennaio 2022. Il 20 dicembre, l'etichetta ha anche confermato che a febbraio Enhypen avrebbe pubblicato la canzone originale giapponese "Always" come tema per il drama di NTV Muchaburi! I will be the president , che sarebbe andato in onda a partire dal 12 gennaio 2022.

### 2022: serieDimension , Manifesto: Day 1, primo tour mondiale eSadame
L'8 gennaio 2022, i media hanno rivelato che i preordini per Dimension: Answer hanno superato le 630.000 copie.  Il 19 gennaio, gli Enhypen hanno ricevuto la loro settima vittoria in uno spettacolo musicale su MBC M's Show Champion con "Blessed-Cursed", seguito da una vittoria su Music Bank il 21 gennaio.  Il brano è diventato il primo brano del gruppo a raggiungere il primo posto nella Gaon Download Chart, mentre l'album ha raggiunto il primo posto sia nella Gaon Album Chart che nella Oricon Albums Chart , diventando il terzo album consecutivo degli Enhypen a raggiungere la vetta delle classifiche giapponesi.  Il 20 gennaio è stato annunciato che il gruppo ha stabilito un record per il maggior numero di voci nella Hot Trending Songs Weekly di Billboard , con sei canzoni.  Gli Enhypen si sono anche guadagnati la loro terza entrata nella top 20 della Billboard 200, con Dimension: Answer al numero 13, e il loro terzo numero uno consecutivo nella classifica Billboard World Albums.
Il 16 gennaio è stato pubblicato il primo di una nuova serie di webtoon di fantasia sul gruppo, intitolato Dark Moon: The Blood Altar.
L'11 febbraio, Belift ha annunciato che il membro Sunoo è risultato positivo al COVID-19.  Il 15 febbraio, Belift ha annunciato che Sunoo si era completamente ripreso e aveva terminato la quarantena, riprendendo le attività il 16 febbraio.
Il singolo digitale giapponese degli Enhypen "Always" è stato pubblicato il 22 febbraio 2022.  È stato incluso nella tracklist del secondo singolo giapponese degli Enhypen Dimension: Senkō ( Dimension: 閃光) , che è stato reso disponibile per il preordine a partire dal 22 febbraio. Il singolo è stato pubblicato il 3 maggio e conteneva anche le versioni giapponesi di "Tamed-Dashed" e "Drunk-Dazed".  "Tamed-Dashed" è diventata la prima canzone numero uno del gruppo nella Billboard Japan Hot 100, con 386.142 unità vendute nella prima settimana.  Il singolo è diventata la prima uscita giapponese degli Enhypen a superare le 300.000 copie vendute secondo Oricon, rendendo gli Enhypen il quinto gruppo K-pop a raggiungere questo risultato entro una settimana dall'uscita.
Il 14 giugno, Belift annunciò che gli Enhypen avrebbero pubblicato il loro terzo EP, Manifesto: Day 1, il 4 luglio,  con un trailer intitolato "Walk the Line" pubblicato lo stesso giorno.  L'EP divenne il loro secondo album da un milione di copie vendute e li rese il gruppo K-pop più veloce a raggiungere due di tali album.
Il 12 luglio, il gruppo ha ricevuto la sua nona vittoria in uno show musicale su SBS MTV 's The Show con "Future Perfect (Pass the Mic)",  seguito dalle vittorie su Show Champion e Music Bank.
A luglio, è stato annunciato che gli Enhypen avrebbero intrapreso il loro primo tour mondiale, Manifesto, a partire da settembre 2022 a Seul e concludendosi in Giappone a novembre.  È stato anche confermato che il 12 agosto avrebbero pubblicato la canzone originale "I Need The Light" ( 구해줘 ) come tema per la playlist e il drama di Naver NOW Mimicus , che sarebbe andato in onda a partire dal 22 luglio.
Il 21 luglio, Belift ha annunciato che il membro Jay è risultato positivo al COVID-19;  lo stesso giorno, l'etichetta ha confermato che anche il membro Jake è risultato positivo.  Il 22 luglio, Belift ha confermato che anche il membro Heeseung è risultato positivo al COVID-19.  Il 27 luglio, Belift ha annunciato che Jay e Jake si erano completamente ripresi e avevano terminato la quarantena, riprendendo le loro attività lo stesso giorno.  Il 28 luglio, l'etichetta ha confermato che anche Heeseung si era completamente ripreso e aveva terminato la quarantena, riprendendo le sue attività lo stesso giorno.
Il 12 agosto, Esquire Korea ha annunciato ufficialmente che Enhypen sarebbe stato sulla copertina del numero di settembre 2022.
Il 15 agosto, Belift annunciò che il membro Sunoo non avrebbe partecipato all'ultimo evento di firma dei fan lo stesso giorno a causa di problemi di salute.  Due giorni dopo, il 17 agosto, fu annunciato che Sunoo non sarebbe stato in grado di volare a Los Angeles per l'esibizione del gruppo al KCON .
Il 18 agosto, la squadra della Major League Baseball Los Angeles Dodgers ha annunciato che Enhypen avrebbe lanciato il primo lancio cerimoniale durante la loro partita contro i Miami Marlins al Dodger Stadium di Los Angeles, California, il 19 agosto.
Il 24 agosto, Belift annunciò che il membro Sunoo si era ripreso e avrebbe ripreso le sue attività lo stesso giorno.
Il 27 agosto è stato pubblicato il teaser di "One in a Billion", dalla colonna sonora ufficiale del webtoon Dark Moon: The Blood Altar,; la canzone è stata presentata in anteprima il 3 settembre, e il video musicale e il singolo digitale sono stati rilasciati ufficialmente il 6 settembre.
Il 18 ottobre è stato annunciato che il primo tour mondiale degli Enhypen sarebbe stato esteso fino a gennaio e febbraio 2023 con concerti nelle Filippine e in Thailandia.
Il 26 ottobre, il primo album in studio giapponese degli Enhypen, Sadame, è stato pubblicato tramite Universal Music Japan con nove tracce: le canzoni giapponesi originali "Always" e "Forget Me Not", le versioni giapponesi di "Blessed-Cursed" e "Future Perfect (Pass the Mic)", e la versione giapponese "Polaroid Love" come traccia bonus solo sul CD. Sadame conteneva anche la canzone giapponese originale "Make the Change", che è stata selezionata come sigla per la seconda stagione del drama giapponese di Tokai TV e Fuji TV Saikou no Obahan Nakajima Haruko , che ha iniziato ad andare in onda l'8 ottobre. La canzone è stata pre-pubblicata digitalmente il 12 ottobre.
Il 16 novembre è stato annunciato che due spettacoli in Giappone sono stati aggiunti al tour mondiale degli Enhypen al Kyocera Dome di Osaka.  Il 28 novembre, la canzone "Zero Moment" - eseguita dai membri Heeseung, Jay e Jake - è stata pubblicata come parte delle sigle per il drama coreano di ENA e Genie TV Summer Strike , che ha iniziato ad andare in onda il 21 novembre.

### 2023: serieBloode successive uscite giapponesi
Il 21 e 22 gennaio 2023, gli Enhypen hanno tenuto il loro primo concerto di due giorni sold out al Kyocera Dome come parte del Manifesto World Tour, diventando il gruppo K-pop di quarta generazione più veloce e il primo a tenere un concerto in quel luogo.  Sono anche diventati il primo gruppo K-pop a registrare il tutto esaurito per tre spettacoli consecutivi al Mall of Asia Arena nelle Filippine dal 3 al 5 febbraio, durante il loro primo tour mondiale.
Il 14 aprile, Belift ha confermato che gli Enhypen avrebbero pubblicato il loro quarto EP a maggio. Il nome dell'EP, Dark Blood, e la sua data di uscita del 22 maggio sono stati svelati insieme al trailer ufficiale del logo il 23 aprile, con i preordini aperti il giorno successivo. Il 23 maggio, l'Hanteo Chart della Corea del Sud ha annunciato che Dark Blood ha venduto oltre 1,1 milioni di copie solo nel suo primo giorno,  superando le vendite del precedente EP degli Enhypen.  Nonostante il ritardo di due settimane nella spedizione negli Stati Uniti, è diventato il quinto ingresso nella top 10 del gruppo nella classifica Billboard Top Album Sales  e il loro primo ingresso nella top five della Billboard 200.
Il 30 maggio è stato annunciato che gli Enhypen avrebbero intrapreso il loro secondo tour mondiale, Fate, partendo da Seul al KSPO Dome il 29 e 30 luglio,  seguito da due spettacoli ciascuno al Kyocera Dome in Giappone il 2 e 3 settembre e al Tokyo Dome il 13 e 14 settembre, diventando il primo gruppo di ragazzi K-pop di quarta generazione a tenere un concerto da solista allo stadio. Il tour è continuato negli Stati Uniti in ottobre a Los Angeles, Glendale, Houston, Dallas, Newark e Chicago, con date aggiuntive che saranno annunciate in seguito.
Il 1° giugno, il gruppo ha ricevuto la sua dodicesima vittoria in uno show musicale su M Countdown di Mnet, la loro prima vittoria in assoluto nello show, con "Bite Me",  seguita il giorno dopo da un'altra vittoria su Music Bank.
A fine giugno, la serie di videogiochi Pokémon ha annunciato una collaborazione con Enhypen attraverso il progetto Pokémon Music Collective con una nuova canzone intitolata "One and Only", che è stata pubblicata il 12 luglio.
Il 2 luglio è stato annunciato che gli Enhypen avrebbero pubblicato il loro terzo singolo giapponese You (結) , con i preordini aperti lo stesso giorno.  Il singolo, che include le versioni giapponesi di "Bite Me" e "Bills" e la canzone giapponese originale "Blossom",  è stato pubblicato il 5 settembre, con uno showcase in Giappone il 7 settembre.
Il 15 ottobre, Belift annunciò che gli Enhypen avrebbero pubblicato il loro quinto EP, Orange Blood, il 17 novembre, con un teaser del logo pubblicato lo stesso giorno  e i preordini aperti il giorno successivo.
Il 24 novembre, il gruppo ha ricevuto la sua tredicesima vittoria in uno show musicale su KBS 'Music Bank' con il singolo principale dell'EP, "Sweet Venom".
Il 24 ottobre è stato annunciato che il secondo tour mondiale degli Enhypen sarebbe stato esteso fino a gennaio e febbraio 2024 con concerti a Taiwan, Singapore, Cina e Filippine.  Il 22 novembre, a causa della domanda, sono stati aggiunti altri due spettacoli a Seul al KSPO Dome il 24 e 25 febbraio 2024.  Il 9 dicembre, un terzo spettacolo è stato aggiunto a Macao a causa della domanda.  Il 5 febbraio 2024, a causa della domanda, un terzo spettacolo è stato aggiunto a Seul al KSPO Dome il 23 febbraio.  Il 6 febbraio, è stato annunciato che altri cinque concerti sono stati aggiunti negli Stati Uniti ad Anaheim, Oakland, Tacoma, Rosemont e Belmont Park dal 24 al 28 aprile e dal 1º al 3 maggio.  Il 17 marzo, è stato annunciato che altri undici concerti sono stati aggiunti in Giappone a Saitama, Fukuoka, Hiroshima, Aichi e Miyagi tra l'11 giugno e il 1 settembre.

### 2024–presente:Memorabilia,Romance: UntoldeDesire: Unleash
Il 29 aprile 2024, in seguito ai teaser sulle pagine ufficiali dei social media di Dark Moon: The Blood Altar del 26 e 28 aprile che includevano frammenti di musica e indizi su una data di uscita,  è stato annunciato che Enhypen avrebbe pubblicato un album speciale intitolato Memorabilia per il webtoon il 13 maggio.
Il 14 maggio, è stato riferito che gli Enhypen avrebbero pubblicato un nuovo album a metà luglio. Sei giorni dopo, sono stati aggiunti altri due concerti per il loro secondo tour mondiale a Giacarta dal 17 al 18 agosto.  Il 29 maggio è stato pubblicato il video musicale per la canzone "Whodunit" della rock band giapponese Glay, in cui compare Jay. Oltre a contribuire con la sua voce, Jay ha anche contribuito alla scrittura del testo.
Il 16 giugno è stato pubblicato il teaser del logo per il secondo album in studio degli Enhypen, Romance: Untold , con i preordini iniziati il giorno successivo. Quattro giorni dopo, due poster cinematografici concettuali per l'album sono stati pubblicati sugli account social ufficiali del gruppo, stuzzicando l'uscita di un cortometraggio il 22 giugno in collaborazione con il regista Lee Chung-hyun. L'album Romance: Untold è stato pubblicato il 12 luglio 2024.
Il 10 luglio, il Grammy Museum a tema musicale di Los Angeles, in California, ha annunciato che una speciale mostra K-pop si terrà nell'agosto 2024, esponendo gli accessori e l'attrezzatura per le esibizioni indossati dagli artisti sotto Hybe, tra cui Enhypen, Le Sserafim, BTS, Illit e Tomorrow X Together.  Nove giorni dopo, il gruppo ha ricevuto la sua quattordicesima vittoria in uno spettacolo musicale su KBS ' Music Bank con il singolo principale dell'album, "XO (Only If You Say Yes)".
Il 13 ottobre, Belift annunciò che gli Enhypen avrebbero pubblicato il loro primo album riconfezionato Romance: Untold -Daydream- l'11 novembre, con i preordini che sarebbero iniziati il giorno successivo.
L'8 gennaio 2025, il rapper Flo Rida è andato sui social media per annunciare il suo nuovo singolo Confessions, che uscirà il 10 gennaio. La canzone vede la partecipazione di Heeseung, Jake e del rapper americano Paul Russell.
Il 31 marzo, Belift ha annunciato che Enhypen avrebbe pubblicato un singolo digitale, "Loose", il 4 aprile 2025.
Il 10 aprile, gli Enhypen hanno fatto il loro debutto televisivo negli Stati Uniti con un'esibizione di "Loose" al "Jimmy Kimmel Live!", prima di esibirsi al Sahara Tent del Coachella 2025 il 12 e 19 aprile.  Tra le esibizioni, il gruppo ha annunciato le date e i luoghi delle imminenti tappe statunitensi ed europee di fine estate del tour mondiale Walk the Line del gruppo del 2025.  Alla fine della seconda settimana di esibizione, sono stati annunciati il titolo e la data di uscita del prossimo sesto mini-album del gruppo, Desire: Unleash , con una data di uscita prevista per il 5 giugno. Ad accompagnare l'annuncio c'era la frase criptica "Can't touch you, but I'm gonna make you mine".

## Altre iniziative

### Approvazioni
Nel giugno 2021, Enhypen ha collaborato con un marchio di lifestyle ispirato al calcio, GOALSTUDIO, per delle pantofole da recupero in edizione limitata chiamate En-Grab-Ity Balance, vendute su Weverse Shop .  Nello stesso mese, il gruppo è stato annunciato come il primo ambasciatore globale del marchio di moda francese Ami Paris.  In ottobre, Enhypen è stato annunciato come il nuovo modello globale di Abib, un nuovo marchio coreano di prodotti per la cura della pelle.
Nel marzo 2022, Enhypen è stata nominata dall'azienda giapponese di calzature ABC-Mart come volto delle promozioni Nike Air Max di quell'anno, tra cui vantaggi speciali come esperienze di realtà aumentata e adesivi originali per coloro che acquistano le scarpe INTRLK ed EXCEE tramite il suo negozio online.  Successivamente, il gruppo ha indossato i sandali Nike Oneonta e Air Rift per le promozioni estive,  e ha sponsorizzato gli stivali in pelle Nike Manoa in inverno.  A maggio, Enhypen è stata scelta come artista della campagna estiva Coca-Cola 2022 per il suo messaggio "Coke X Music. Engrave the Magic of Summer", realizzando una cover di "A Kind of Magic" della rock band britannica Queen , tratta dal loro album omonimo del 1986, l'8 giugno attraverso Coke Studio.  A questa è seguita la campagna "Coca-Cola Zero X Enhypen" in agosto.  All'inizio di ottobre, Enhypen è stata rivelata come il volto della campagna "You Play You" di BYS Cosmetics Philippines.  Sono stati selezionati come nuovi ambasciatori per Kolon Sports nello stesso mese e hanno posato per la sua collezione autunno/inverno 2022 e la collezione Trekking Look primavera/estate 2023.
Nel maggio 2023, Enhypen è stato scelto dalla Seoul Design Foundation e dal governo metropolitano di Seul come ambasciatore delle pubbliche relazioni del DDP e ha aperto la Seoul Fashion Week come host di Airbnb.  A giugno, Enhypen è stato annunciato come nuovo ambasciatore del marchio della casa di moda di lusso italiana Prada.  A luglio, Enhypen è diventato ambasciatore globale del marchio filippino di abbigliamento e lifestyle Bench.  Ad agosto, il gruppo ha collaborato con il marchio indonesiano di cibo e bevande Nabati per promuovere i loro snack al gusto di Goguma.  A settembre, Dark Moon: The Blood Altar di Enhypen ha collaborato con Lotte World Magic Island per un festival che si è svolto dal 1º settembre al 22 ottobre; i visitatori hanno ricevuto cartoline fotografiche dei personaggi e pacchetti limitati, così come la possibilità di provare una sala per feste, un negozio pop-up di merchandising, una zona fotografica e uniformi a noleggio limitate della Decelis Academy.  Lo stesso mese, Enhypen è stata nominata ambasciatrice per la Seoul Fashion Week del 2023,  dove ha fatto la sua prima apparizione all'evento Prada Mode. Il 30 ottobre, Enhypen è stata nominata la prima ambasciatrice globale in assoluto del marchio coreano di cura della pelle Dr. Jart+, debuttando la loro partnership in una nuova campagna chiamata "Riparazione supercaricata, Cicapair".
Il 31 gennaio 2024, Enhypen è stata scelta come nuova modella immagine del rivenditore giapponese per corrispondenza Peach John per la nuova collezione di abbigliamento unisex primaverile, nell'ambito del progetto speciale per il 30° anniversario. Il 6 marzo, sono state annunciate come ambasciatrici del marchio per Dunkin' Philippines.  Il 30 aprile, con la presentazione del loro servizio fotografico digitale per il numero di maggio di W Korea, che presentava i gioielli Tiffany & Co. , i membri Jake e Sunghoon sono stati annunciati come ambasciatori regionali "amici della casa" per la Corea del Sud e il Giappone per il marchio di lusso. Prima della loro nomina, erano anche apparsi sulla copertina di Cosmopolitan Korea di settembre 2023 in collaborazione con Tiffany & Co. e da allora avevano partecipato agli eventi del marchio. Il 31 maggio, Sunghoon è stata annunciata come modella esclusiva per il marchio di cosmetici sudcoreano Hince.
Il 19 febbraio 2025, Enhypen è stato annunciato come il nuovo ambasciatore globale del marchio di cura della pelle Mixsoon, con la campagna chiamata "Beauty Essentials for Glass Skin".

### Filantropia
Nell'ottobre 2024, Enhypen ha partecipato a un evento di beneficenza per la campagna di sensibilizzazione sul cancro al seno della rivista di moda W Korea "Love Your W".

## Formazione
- Jungwon (정원) – leader, voce, rap (2020-presente)
- Heeseung (희승) – voce, rap (2020-presente)
- Jay (제이) – voce, rap (2020-presente)
- Jake (제이크) – voce (2020-presente)
- Sunghoon (성훈) – voce, rap (2020-presente)
- Sunoo (선우) – voce (2020-presente)
- Ni-ki (니키) – voce, rap (2020-presente)

## Discografia

### Album in studio
- 2021 – Dimension: Dilemma
- 2022 – Sadame
- 2024 – Romance: Untold

### EP
- 2020 – Border: Day One
- 2021 – Border: Carnival
- 2022 – Manifesto: Day 1
- 2023 – Dark Blood
- 2023 – Orange Blood
- 2025 – Desire: Unleash

### Singoli
- 2021 – Forget Me Not
- 2021 – Hey Tayo
- 2021 – Billy Poco
- 2022 – Always
- 2022 – I Need the Light

## Filmografia
- I-Land (아이랜드?, A-iraendeuLR) – talent show, 12 episodi (2020)
- Enhypen & Hi – reality show (2020-in corso)
- Playground – varietà, 2 episodi (2021)
- En-o'Clock – varietà (2021-in corso)
- Backstage: TXT X EN- Documentary - documentario (2022)[2]

## Riconoscimenti
- Asia Artist Award
  - 2021 – Miglior artista (musica)[3]
  - 2021 – Miglior nuovo artista (musica)[3]
  - 2021 – Candidatura Premio popolarità RET[4]
  - 2021 – Candidatura Premio popolarità U+Idol Live[5]
- The Fact Music Award
  - 2020 – Premio prossimi leader[6]
  - 2021 – Artista dell'anno (Bonsang)[7]
  - 2021 – Candidatura Fan & Star Choice Award (Artist)[8]
- Circle Chart Music Award
  - 2021 – Nuovo artista dell'anno (categoria musica fisica)[6]
  - 2022 – Esordiente mondiale dell'anno[9]
- Golden Disc Award
  - 2021 – Miglior nuovo artista[6]
  - 2021 – Candidatura Premio popolarità Curaprox[10]
  - 2021 – Candidatura Premio popolarità QQ Music[11]
  - 2022 – Bonsang - sezione album per Dimension: Dilemma[12]
- Japan Gold Disc Award
  - 2022 – Tre migliori esordienti (Asia)[13]
- Melon Music Award
  - 2021 – Global Rising Artist[14]
  - 2021 – Candidatura Nuovo artista dell'anno[15]
- Mnet Asian Music Award
  - 2021 – Miglior nuovo artista maschile[16]
  - 2021 – Top 10 globale scelta dai fan[16]
  - 2021 – Candidatura Artista dell'anno[17]
  - 2021 – Candidatura Momento preferito[18]
- Seoul Music Award
  - 2021 – Principiante dell'anno[19]
  - 2021 – Candidatura Premio popolarità[20]
  - 2021 – Candidatura Premio popolarità K-Wave[20]
  - 2022 – Bonsang[21]
  - 2022 – Miglior esibizione di ballo[21]